# 제품계열공학
제품계열공학(Product Line Engineering)은 소프트웨어 제품별 공통적인 부분과 가변적인 부분을 구분하여, 하나의 플랫폼을 개발하면 여러 모델에 동시 적용할 수 있도록 하는 소프트웨어 공학의 한 분야이다. CBD(Component Based Development) 방법론에 도메인 공학을 결합한 분야이다. 프레임워크 기반의 예를 들면, 사용자 단에 MFC, AWT, Swing 과 서버 단에 EJB, DCOM, CORBA 와 같은 프로그램 기법이 있을 수 있다.

## 주요 개발 절차
- Core Assset 준비 : 상용 제품 또는 자체 개발한 프레임워크 내에서 도메인 단위의 Core Assets를 구현하고 레파지토리에 저장 및 문서화한다.
- Product 개발 : 프레임워크 기반의 Core Assets를 사용하여 컴포넌트를 조림하고 인터페이스를 커스트마이징한다.
- Management : 구현된 컴포넌트에 대한 변경 등 품질 관리를 수행한다.

## SPLE 와 CBD 개발 방법론의 차이
- SPLE는 CBD 방법론에서 사용자의 요구를 바탕으로 하는 도메인 개념이 추가되어 실 개발에 더 접근해 있다.
- SPLE는 CBD 의 컴포넌트를 도메인 단위로 표준화하여 개발이 용이하다.
- CBD는 간단한 SW를 구현하기에 적합하고, SPLE는 패키지SW나 임베디드SW와 같은 영역에 적합하다.

## 같이 보기
- 자동 프로그래밍
- 도메인 분석
- 버전 관리